# Kettleman City
Kettleman City és una concentració de població designada pel cens dels Estats Units a l'estat de Califòrnia. Segons el cens del 2000 tenia 1.499 habitants.

## Demografia
Segons el cens del 2000, Kettleman City tenia 1.499 habitants, 320 habitatges, i 289 famílies. La densitat de població era de 3.404,5 habitants/km².
Dels 320 habitatges en un 63,1% hi vivien nens de menys de 18 anys, en un 67,2% hi vivien parelles casades, en un 15,3% dones solteres, i en un 9,4% no eren unitats familiars. En l'1,6% dels habitatges hi vivien persones soles el 0,3% de les quals corresponia a persones de 65 anys o més que vivien soles. El nombre mitjà de persones vivint en cada habitatge era de 4,68 i el nombre mitjà de persones que vivien en cada família era de 4,59.
Per edats la població es repartia de la següent manera: un 36,3% tenia menys de 18 anys, un 15,6% entre 18 i 24, un 29% entre 25 i 44, un 14,8% de 45 a 60 i un 4,3% 65 anys o més.
L'edat mediana era de 24 anys. Per cada 100 dones de 18 o més anys hi havia 125,2 homes.
La renda mediana per habitatge era de 22.409 $ i la renda mediana per família de 21.955 $. Els homes tenien una renda mediana de 16.619 $ mentre que les dones 10.179 $. La renda per capita de la població era de 7.389 $. Entorn del 38,6% de les famílies i el 43,7% de la població estaven per davall del llindar de pobresa.

## Poblacions més properes
El següent diagrama mostra les poblacions més properes.